# Johann Schildt
Johann Schildt war ein leitender Beamter im Dienst des Herzogs Moritz von Sachsen-Zeitz. 

## Leben und Wirken
Schildt war Lizenziat und zunächst als Erblandskanzleisekretär tätig. Er erhielt nach dem Tod von Poppo Christian Lauterbach 1667 die Funktion des Amtmannes in Suhl, die er mindestens bis 1671 ausübte. Später zog er aus Suhl weg.